# Атлантик Бич (Јужна Каролина)
Атлантик Бич (енгл. Atlantic Beach) град је у америчкој савезној држави Јужна Каролина.

## Демографија
По попису из 2010. године број становника је 334, што је 17 (-4,8%) становника мање него 2000. године.
| Група             | 2000.       | 2010.       |
| Белци             | 27 (7,7%)   | 86 (25,7%)  |
| Афроамериканци    | 288 (82,1%) | 182 (54,5%) |
| Азијати           | 0 (0,0%)    | 0 (0,0%)    |
| Хиспаноамериканци | 35 (10,0%)  | 55 (16,5%)  |
| Укупно            | 351         | 334         |